# 陆美群
陆美群（法語：Mi Kwan Lock），法国华裔女演员。

## 生平
陆美群出生于法国米卢斯。 她有华裔血统。，10岁起在马达加斯加长大。现居法国巴黎。
她在2015年由全秀一执导的电影《韩国男人在巴黎》中饰演女主角，该片在第20届釜山国际电影节和棕榈泉国际电影节上展映。